# Autoconcetto

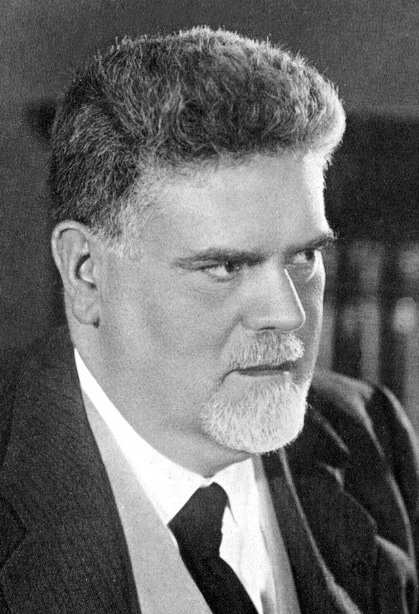
Giovanni Gentile

Il termine autoconcetto si trova usato nella filosofia di Giovanni Gentile che prende il nome di attualismo poiché considera il pensiero come "atto puro" differenziandolo tuttavia dalla filosofia di Aristotele che parlava del concetto come assolutamente privo di potenza e quindi realizzato pienamente nell'atto puro.
In Gentile infatti il concetto come atto vuole significare invece la definizione del pensiero visto nel suo processo di realizzazione: pensiero pensante, che diviene pensiero attuato.
La distinzione allora tra attività teoretica e pratica viene a mancare poiché si opera una sintesi tra l'autocoscienza e la coscienza della cosa esterna vale a dire dell'autoconcetto nel concetto: l'io pensante coincide con l'io pensato, «risultato in cui termina un processo dinamico vivo».
Gentile avversa dunque ogni dualismo e naturalismo rivendicando l'unità di natura e spirito nella coscienza, assieme al primato gnoseologico ed ontologico di questa. La coscienza è vista come sintesi di soggetto e oggetto, sintesi di un atto in cui il primo (il soggetto) pone il secondo.